# Douce Dame Jolie
Douce dame jolie è una canzone del XIV secolo, composta dal compositore francese Guillaume de Machaut. Più precisamente si tratta di un virelai, nello stile dell'Ars nova.

## Testo francese completo

Douce dame jolie,

Pour Dieu ne penses mie

Que nulle ait signourie

Seur moy fors vous seulement.

Qu'adès sans tricherie

Chierie

Vous ay et humblement

Tous les jours de ma vie

Servie

Sans villain pensement.

Helas! et je mendie

D'esperance et d'aïe;

Dont ma joie est fenie,

Se pité ne vous en prent.

Douce dame jolie...

Mais vo douce maistrie

Maistrie

Mon cuer si durement

Qu'elle le contralie

Et lie

En amours tellement

Qu'il n'a de riens envie

Fors d'estre en vo baillie;

Et se ne li ottrie

Vos cuers nul aligement.

Douce dame jolie...

Et quant ma maladie

Garie

Ne sera nullement

Sans vous, douce anemie,

Qui lie

Estes de mon tourment,

A jointes mains deprie

Vo cuer, puis qu'il m'oublie,

Que temprement m'ocie,

Car trop langui longuement.

Douce dame jolie...